# Юхим
Юхи́м — чоловіче ім'я, народна форма канонічного імені Євфимій (грец. Εὐθύμιος від εὔθυμος — «благочестивий», «священний», «доброзичливий», «прихильний»).

## Відомі носії
| Ім'я                               | Посада | Фото |
| ---------------------------------- | --- | ---- |
| Александров Єфим Борисович         | 13.05.1960; — український, російський актор. Соліст Єврейського камерного театру (Москва) |      |
| Афонін Юхим Лаврентійович          | Радянський російський письменник, публіцист. громадський діяч |      |
| Бабушкін Юхим Андріанович          | 26.12.1880 — 31.07.1927. Російський революційний діяч. |      |
| Белінський Юхим Семенович          | 25.03.1925 — 16.12.1944. Герой Радянського Союзу. |      |
| Березін Юхим Йосипович             | 11.11.1919 — 29.05.2004.Артист розмовного жанру (сценічний псевдонім — «Штепсель»). |      |
| Березовський Юхим Матвійович       | 08.02.1913 — 16.12.2011. Герой Радянського Союзу. Почесний залізничник. |      |
| Білопольський Юхим Тимофійович     | 1753, родом з України — р. см. невід. — Головний лікар в армії Суворова. |      |
| Боголюбов Юхим Дмитрович           | 14.04.1889 — 18.06.1952. Російський шахіст. Двічі чемпіон СРСР (1924, 1925). |      |
| Божко Юхим                         | 1885 — 1919. Повстанський отаман. Командир «Запорізької Січі». |      |
| Бойчук Юхим Васильович             | 24.12.1918 — 04.06.1996. Маршал артилерії СРСР. Герой Радянського Союзу. |      |
| Букоткін Юхим Єгорович             | 1909 — 26.04.1945. Герой Радянського Союзу. |      |
| Воіншин Юхим Андрійович            | Герой Радянського Союзу |      |
| Волков Юхим Юхимович               | 23.03(04.04)1844 — 17.02.1920. Художник-пейзажист. |      |
| Гаврилюк Юхим Семенович            | 29.05.1902 — 1972. Український скульптор-керамік, художник по порцеляні. |      |
| Геллер Юхим Петрович               | 08.03.1925 — 17.11.1992. Радянський шахіст. Міжнародний гросмейстер |      |
| Голишев Юхим                       | 8(20).09.1897, Херсон — 25.09.1970,Париж). Український композитор, скрипаль та художник. |      |
| Гофман Юхим Леонідович             | 04.07.1964. Композитор. Член НСКУ (1991), НСКінУ (2000). |      |
| Гофунг Юхим Михайлович             | 10(22).05. 1876 — вересень 1944. Доктор медицини. Засновник української наукової стаматологічної школи.                                                                                            |      |
| Гребінюк (Грибинюк) Юхим Семенович | 1854 (1852?) — 1912. Лікар-епідемолог. Громадський діяч. Член українського земляцтва у С.-Петербурзі.                                                                                              |      |
| Гриценко Юхим Дмитрович            | 22.03.1905 — 25.04.1945.Герой Радянського Союзу. Учасник Другої світової війни. |      |
| Гусар Юхим Семенович               | 07.01.1945. Літератор, член НСЖУ, лауреат премій імені Івана Бажанського, Сидора Воробкевича, Григорія Шабашкевича, Олекси Романця.                                                                |      |
| Дараган Юхим Федорович             | р. н. невід. -+ 1762. — Київський полковник, зять братів Разумовських. |      |
| Дзіган Юхим Львович                | 02.(14).1898 — 31.12.1981. Кінорежисер, сценарист, педагог. Народний артист СРСР (1969). Лауреат Сталінської премії другої категорії (1941).                                                       |      |
| Дискін Юхим Анатолійович           | 10.01.1923 — 14.10.2012. Герой Радянського Союзу. Генерал-майор медичної служби. Доктор медичних нацк. Професор. Заслужений діяч науки РРФСР.                                                      |      |
| Зайцевський Юхим Петрович          | 1799 за ін. дж. 1800, 1801 — кінець 1960, або поч. 1861. Російський поет, морський офіцер. |      |
| Зарін Юхим Федорович               | 1829 — 20.07.1892. Російський письменник. |      |
| Звягільський Юхим Леонідович       | 2-й в.о. Прем'єр-міністра України |      |
| Зельманов Юхим Ісаакович           | математик |      |
| Калішевський Юхим Аврамович        | 01.04.1893 — 22.09.1937. Український церковний діяч. |      |
| Карський Юхим Федорович            | білоруський мовознавець |      |
| Копелян Юхим Захарович             | Народний артист СРСР |      |
| Ладиженський Юхим Бенціанович      | 1911 — 1982. Радянський театральний художник, живописець. |      |
| Лазебник Юхим Антонович            | Журналіст. Доктор філологічних наук. Редагував газету «Радянська Волинь». Був відповідальним редактором «Робітничої газети», секратерам Спілки журналістів СРСР.                                   |      |
| Левін Юхим Самуїлович              | 17.11.1935 — 25.11.1991. Український і російський кінознавець, кандидат мистецтвозавства (1971).                                                                                                   |      |
| Лискун Юхим Федотович              | 27.10.1873 — 19.04.1958. Професор. Заслужений діяч науки і техніки (1934). Лауреат Державної премії СРСР (1944). Нагороджений 4-ма орденами Леніна (1948, 1949, 1950, 1951).                       |      |
| Лойцкер Юхим Борисович             | 20.03.1898 — 01.02.1970. Єврейський та український освітній діяч, письменник, літературознавець.                                                                                                   |      |
| Майданик Юхим Володимирович        | 05.09.1938 — 06.10.1998. Український режисер-документаліст. Член Спілки кінематографістів України. Працював режисером на студії «Київнаукфільм».                                                   |      |
| Медведєв Юхим Григорович           | 01.04.1886 — 11.05.1938. Більшовицький партійний і державний діяч України, член УСДРП. |      |
| Михайлів Юхим Спиридонович         | 15(27).09.1885 — 15.07.1935. Український художник, поет і мистецтвознавець. Репресований. |      |
| Несіс Юхим Ізраїльович             | 09.09.1922 — 2009. Російський фізик. Доктор фізико-математичних наук (1965). Професор (1965). Заслужений діяч науки РРФСР.                                                                         |      |
| Падве Юхим Михайлович              | 17.05.1938 — 22.01.1991. Заслужений діяч мистецтв РРФСР. |      |
| Пригожин Юхим Ілліч                | 12.11.1914 — 19.11.1999. Лауреат Ленінської премії (1959). |      |
| Рухліс Юхим Наумович               | 09.04.1925 — 05.02.2006. Шаховий композитор. Майстер спорту СРСР (1966), Міжнародний арбітр з шахових композицій.                                                                                  |      |
| Сіцінський Юхим (Євтим) Йосипович  | 10.12.1859 — 07.12.1937. Історик, архітектор і культурно-громадський діяч Поділля, православний священник, член Історичного товариства Нестор Літописець.                                          |      |
| Славський Юхим Павлович            | 7.11.1982 -+28.11.1991. — Державний і партійний діяч. Тричі Герой Соціалістичної Праці. |      |
| Учитель Юхим Юлійович              | режисер |      |
| Фікс Юхим Зісьович                 | 27.11.1946. Український політик. Народний депутат України 4-го скликання |      |
| Фесенко Юхим Іванович              | 1926, Чернігівщина -+ 1926. Відомий друкар, видавець. Почесний громадянин Одеси. |      |
| Ткач Юхим Маркович                 | 08.01.1926 — 27.04.2003. Молдовський радянський музикознавець, музичний критик. |      |
| Філь Юхим Павлович                 | 15.03.1885 — 1938. Український літературознавець, етнолог. Учений секретар Кам'янець-Подільського наукового при АН Товариства.                                                                     |      |
| Харабет Юхим Вікторович            | 29.07.1929 — 08.03.2004. Український медальєр. Заслужений діяч мистецтв УРСР. Член Спілки художників СРСР. Почесний громадянин міста Маріуполь.                                                    |      |
| Чапліц Юхим Гнатович               | 1768 — 1825. Генерал-лейтенант. Кавалер ордена Александра Невского. |      |
| Чеповецький Юхим Петрович          | 09.08.1919 — ?. Російський і український дитячий письменник, драматург. |      |
| Шифрін Юхим Залманович             | актор |      |
| Цітовський Юхим Григорович         | учасник ВВВ, Герой Радянського Союзу |      |
| Фрідлянд Юхим Мойсейович           | 1860 — 1945. — Батько художника-графіка, народного художника СРС, Героя Соціалістичної Праці, лауреата Ленінської і Сталінської премій, академіка Академії мистецтв СРСР Єфімова Бориса Юхимовича. |      |
| Яблонський Юхим Олександрович      | 1873 — ?. Підполковник Армії УНР. |      |